# Палеонтология в Крыму
Палеонтологические исследования в Крыму начались ещё в конце XVIII века по инициативе Пётра Симона Палласа. Основное внимание палеонтологов полуострова сосредоточено на изучении морских ископаемых, поскольку значительную часть геологической истории полуостров находился под водой. Тем не менее в XX веке были обнаружены различные окаменелости двух различных сухопутных динозавров. Новым этапом в изучении крымской фауны стало открытие пещеры «Таврида» в 2018 году, благодаря которому появилась возможность изучать фауну полуострова эпохи плейстоцена.

## История изучения

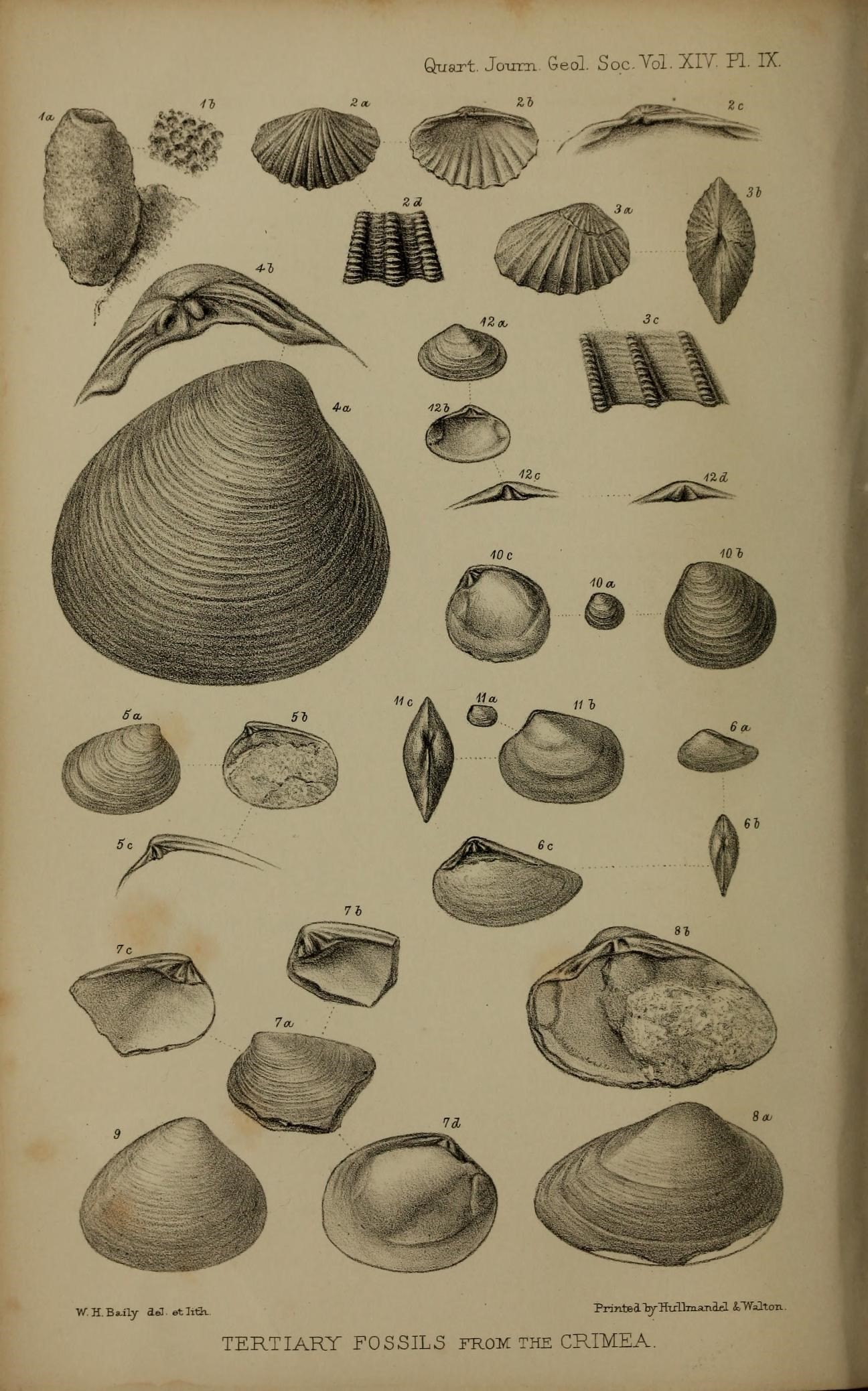
Ископаемые морские организмы Крыма, систематизированные Уильямом Бейли, 1858 год

По итогам своего путешествия в В 1793—1794 годах Пётр Симон Паллас издал «Наблюдения, сделанные во время путешествия по южным наместничествам Русского государства», где описал горные породы Крымских гор. Находясь в Симферополе он отметил, что окружающие его горы из белого и жёлтого известняка содержат окаменелости древних морских организмов.
В середине XIX века найденных на полуострове аммонитов описал британский палеонтолог Уильям Хеллиер Бейли. В начале XX века геолог Константин Фохт сообщил о наличии в долине реки Салгир известняков с фауной нижнего лейаса. Он отметил, что данная фауна «весьма сходна с фауной отложений Hirlats на северном склоне Альп». По мнению геолога Пётра Двойченко именно Фохт впервые описал раннеюрских аммонитов в долине реки Салгир.

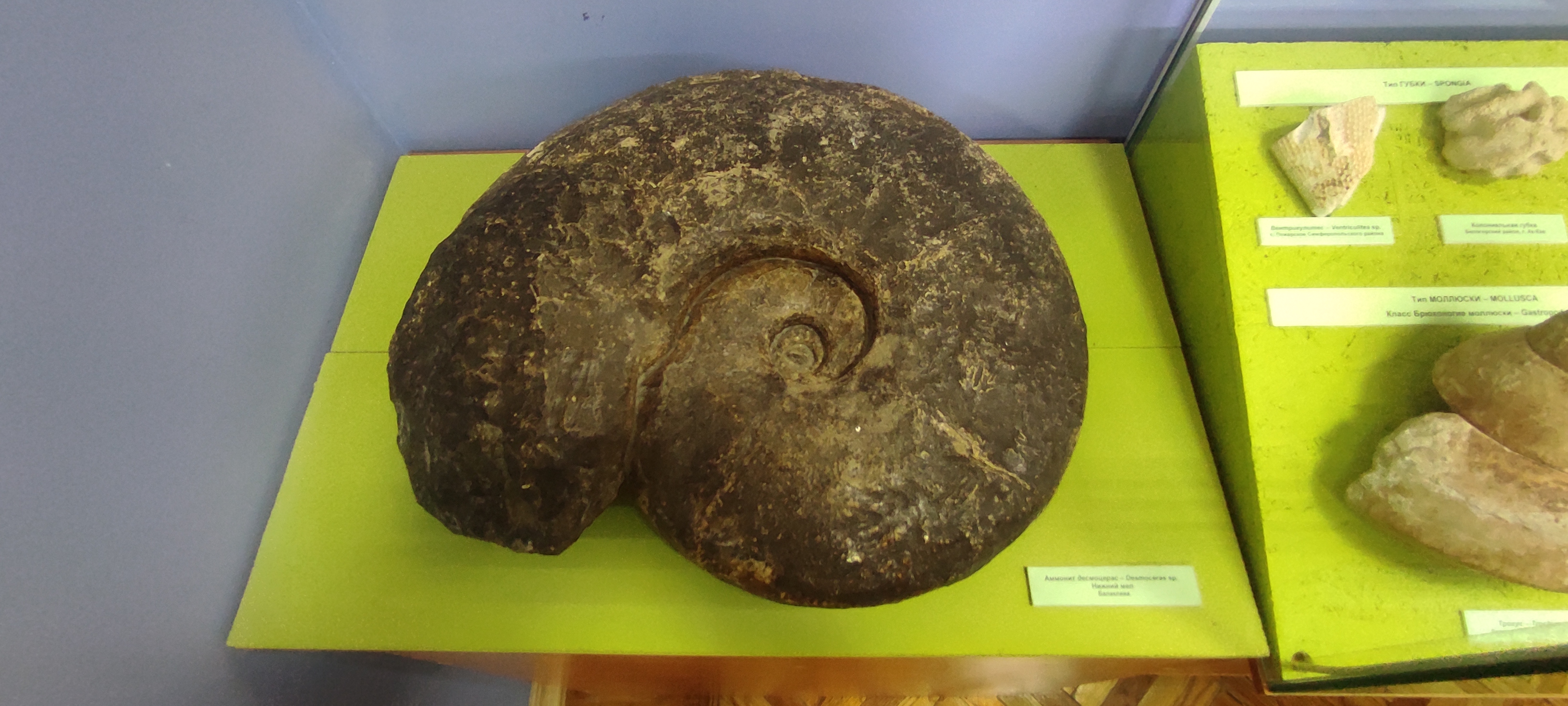
Аммонит найденный в Балаклаве

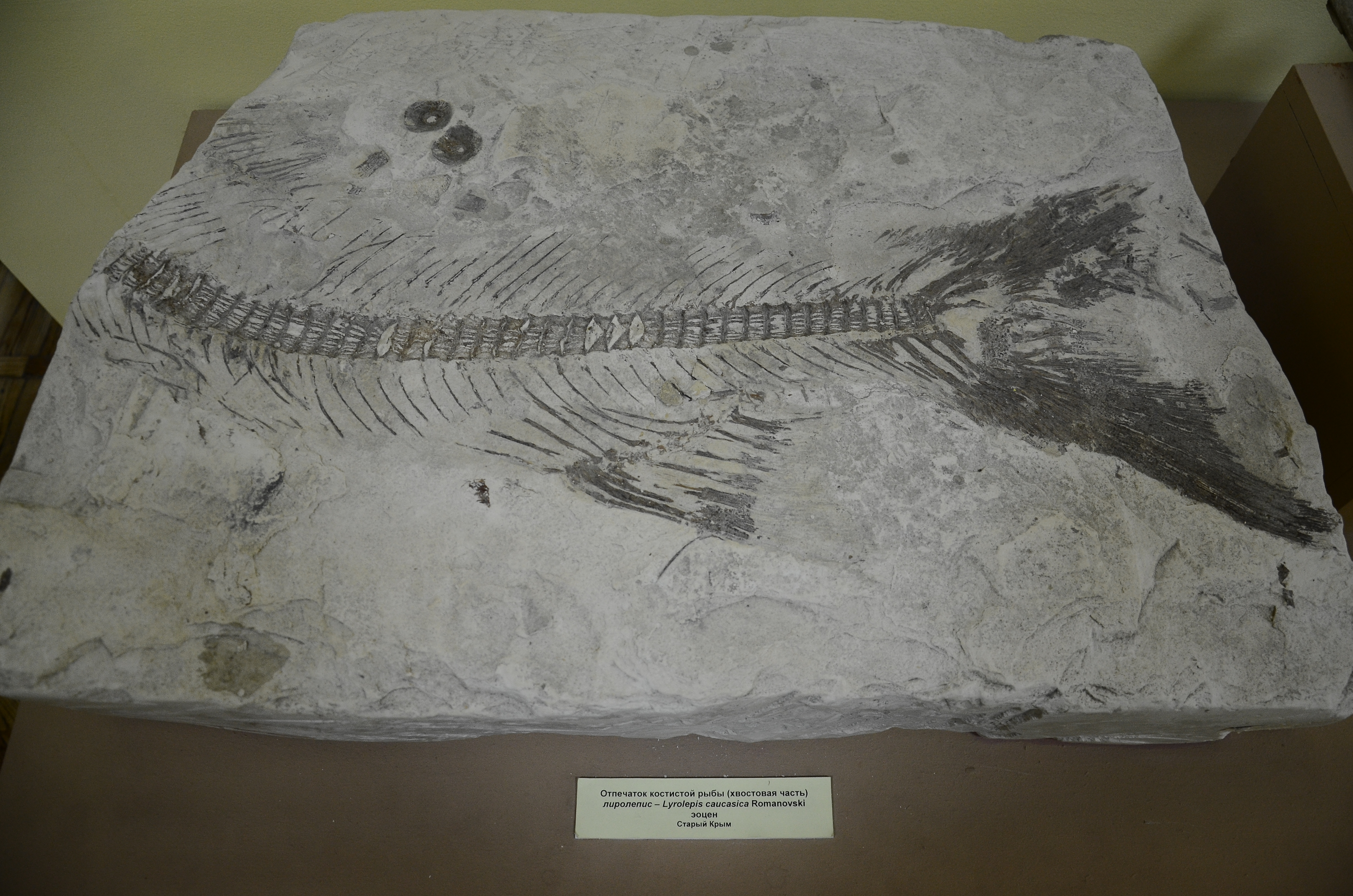
Отпечаток костистой рыбы, найденный в Старом Крыму

Позднее крымских аммонитов в своих работах описывали В. Н. Мухин (1917) и С. Моисеев (1925). Пресмыкающихся третичного периода в окрестностях Севастополя находил Ромул Прендель (1875) и Алексей Борисяк (1914). Крымских трилобитов впервые описала ленинградский палеонтолог Гертруда Вебера в 1915 году, а позже — Ольга Туманская в 1935 году.
Гертруде Вебер принадлежит и первая находка на Крымском полуострове динозавра, который был обнаружен в 1934 году на вершине горы Беш-Кош в окрестностях Бахчисарая, в морских глауконитовых известняках верхнего Маастрихта. На основе собранных материалов Анатолий Рябинин описал фрагмент бедренной кости, неполные большие и малые берцовые кости, три предплюсневые, две плюсневые кости и первую фалангу второго пальца стопы, предположительно принадлежавшие одному животному. Согласно определению Рябинина, обнаруженные кости принадлежали представителю птицетазовых динозавров. Сравнив находку с известными на тот момент орнитоподами позднего мела Европы — в частности с Orthomeras transsylvanicus из Румынии, — он выделил её в новый вид, названный позднее Рябининогадрос.
Вторая находка динозавра была сделана в 1965 году в районе села Алёшино (Балта-Чокрак) Бахчисарайского района. В слоях маастрихтского песчаника, на границе с датскими известняками, студент МГРИ Анатолий Трутников, проходя учебную геологическую практику, обнаружил серию костей посткраниального скелета орнитопода. В состав находки входили частично сочленённые шейные позвонки, отдельные грудные позвонки и рёбра. Скелет принадлежал молодому экземпляру, о чём свидетельствовало несрастание большинства невральных дуг с телами позвонков. Находку Трутников передал в Палеонтологический институт Анатолию Рождественскому, однако детальное изучение материала было проведено лишь в 2018 году. Вероятно, находка принадлежал к игуанодонтидам или гадрозавроидам.
Первое описание и изображение белемнита из нижнеюрских отложений Крыма было представлено в работе Г. Я. Крымгольца и А. И. Шалимова, опубликованной в 1961 году.
Во время строительства автомобильной трассы «Таврида» летом 2018 года в Белогорском районе была обнаружена пещера, получившая название «Таврида». В ней было найдено множество костей ископаемых позвоночных, относящихся к плейстоцену.

## Палеозоология

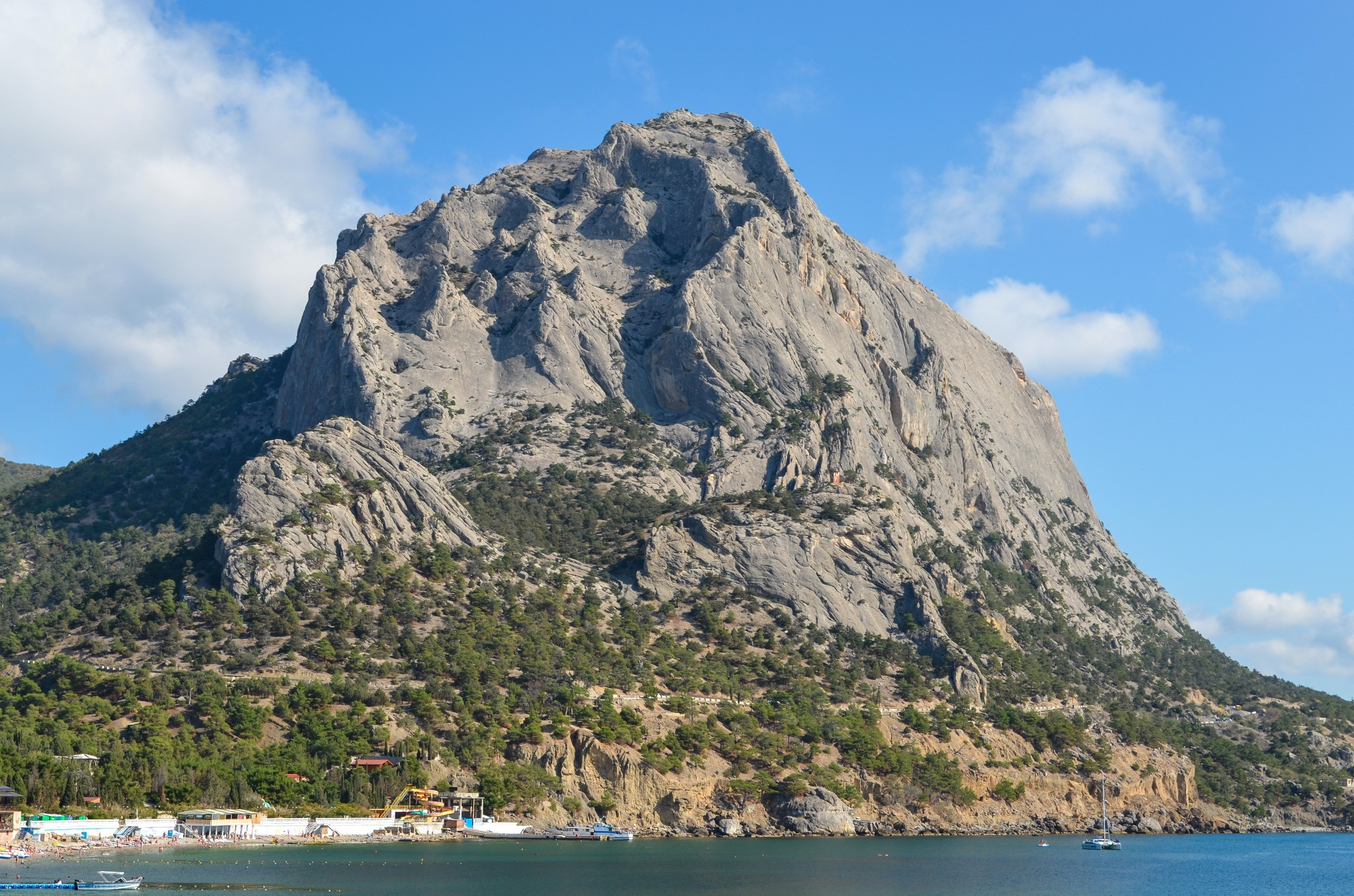
Гора Сокол является крупнейшим коралловым рифом в Европе

Пермский период в истории Крыма представлен трилобитами (Paraphillipsia), фораминиферами, фузулинидами, сфинктозами, брахиоподами и аммонитами. Во время Юрского периода Крым являлся дном океана Тетис. К этому времени относятся находки аммонитов и белемнитов. В Меловой период территория Крыма частично возвышалась над уровнем моря, формируя отдельные острова. Именно к этому времени относятся две находки динозавров: первая — Рябининогадрос (1934), а вторая — экземпляр, относящийся к игуанодонтидам или гадрозавроидам (1965). По мнению палеонтолога Дмитрия Старцева, в это же время на территории Крыма могли обитать ихтиозавры, морские крокодилы, плезиозавры, а также мозазавры. Гора Сокол представляет собой коралловый риф, сформировавшийся благодаря деятельности беспозвоночных, и в настоящее время является крупнейшим коралловым рифом в Европе.
Для Кайнозоя в Крыму характерно наличие черепах. В миоцене, около 14-10 миллионов лет назад, когда на месте современного Крыма простиралось Сарматское море, а в его водах обитали киты рода Zygiocetus.

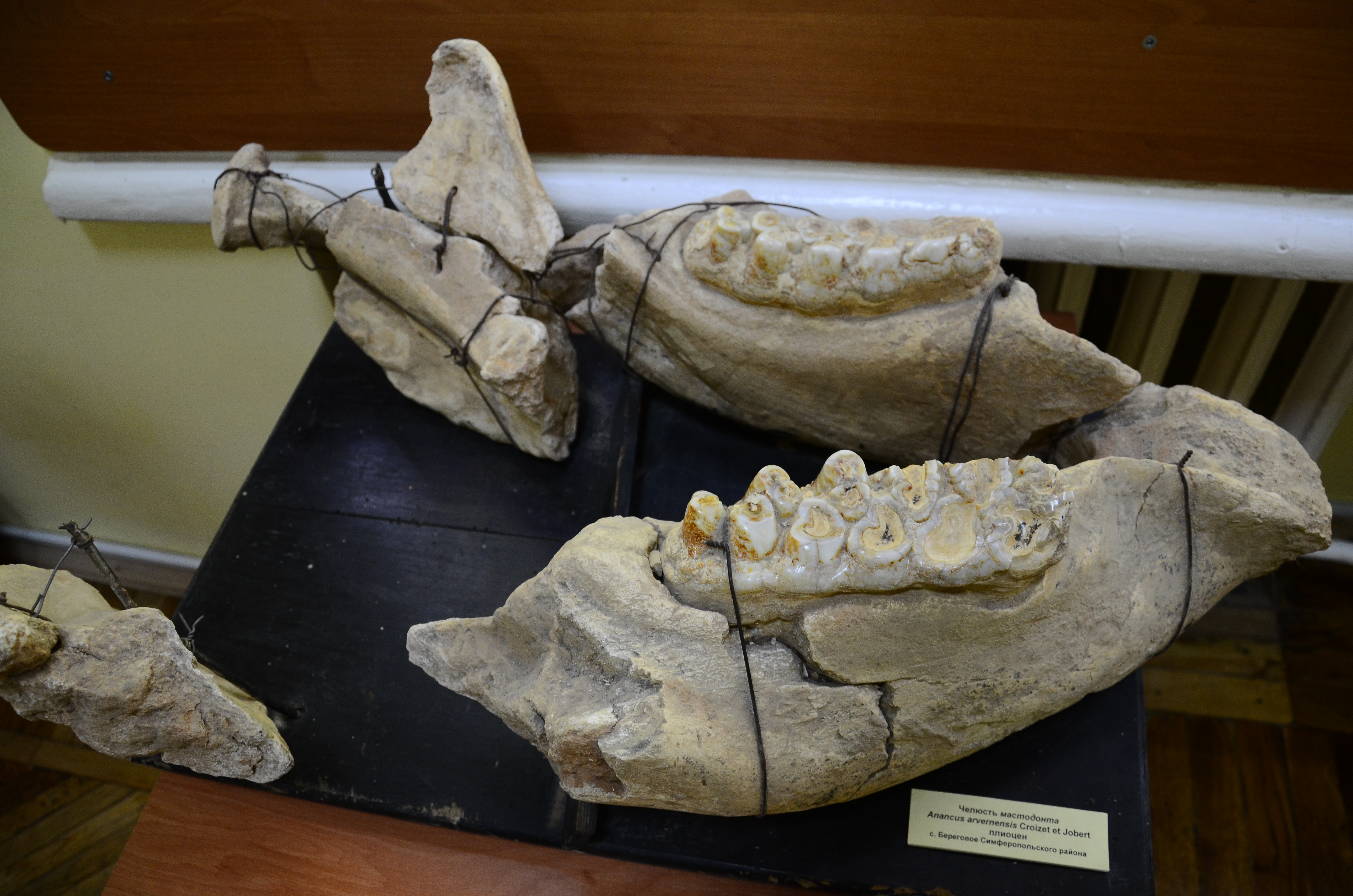
Челюсть мастодонта, найденная в селе Береговое Симферопольского района

В раннем плейстоцене, примерно 1,5-1,8 миллиона лет назад, на этой территории обитали: южные слоны (Archidiskodon meridionalis), эласмотерии (Elasmotherium sp.) и стефанорины (Stephanorhinus sp.), лошади (Equus stenonis и Equus sp.), верблюды (Paracamelus gigas), олени арверноцеросы Верещагина (Arvernoceros verestchagini), быки лептобос (Leptobos sp.) и эобизоны (Bison (Eobison) sp.), винторогие антилопы газеллоспира (Gazellospira torticornis), понтоцеросы (Pontoceros ambiguus), заяйцы гиполагус (Hypolagus brachygnathus), дикобразы Виноградова (Hystrix vinogradovi), мелкие волки (Canis sp.), короткомордые гиены пахикрокута (Pachycrocuta brevirostris), саблезубые кошки гомотерии (Homotherium crenatidens), страусы (Struthio dmanisensis), стрепеты, тетеревы, ястребы и соколы, куропатки, рябки и трёхпёрстки.

## Палеоботаника
В Меловом периоде в Крыму произрастали Classopollis и Cicatricosisporites (Anemia, Pelletiera).

## В культуре

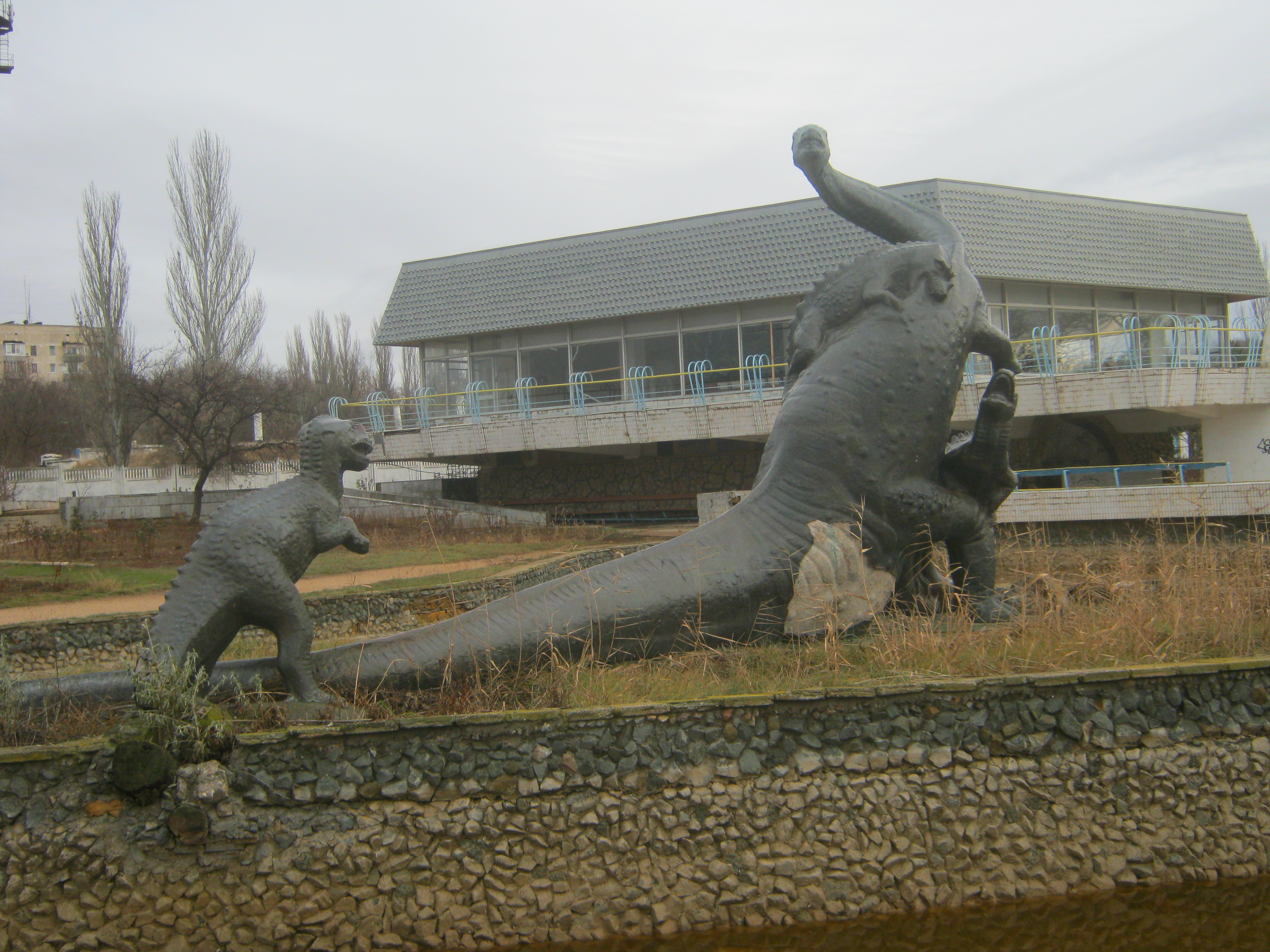
Борьба бронтозавра с цератозаврами

Благодаря скульптору Сергею Лихошерстову в городе Саки в 1932 была установлена скульптурная композиция «Борьба бронтозавра с цератозаврами», ставшая вторым в мире (после скульптуры в Лондоне) и первым в СССР памятником динозавру. Скульптура является символом города, и в 2005 году бронтозавр был изображён на гербе города.
Палеонтологическая экспозиция представлена в Центральном музее Тавриды. С 2021 года палеонтологический музей «Мезозой» работает на улице Ленина в Севастополе. Другой частный палеонтологический музей расположен Ливадии и создан благодаря собственным находкам Валентина Вербицкого. В 2023 году было объявлено о планах создания палеонтологического музея в пещере «Таврида».
На территории Крыма также функционируют парки динозавров в Евпатории, Севастополе и в Никитском ботаническом саду.